# أنتاركتوصور

مقارنة الحجم

الأنتاركتوسورس (Antarctosaurus؛"سحلية جنوبية") هو جنس من ديناصورات تيتانوصورات الصوروبودا عاش منذ 83 مليون سنة فيما هو الآن أمريكا الجنوبية خلال عصر الطباشيري المتأخر.

## وصلات خارجية
- Post on the Dinosaur Mailing List detailing the various species of Antarctosaurus and the remains assigned to them.